# Gotthilf von Salisch
Gotthilf Arthur von Salisch (* 2. Juli 1876 in Kratzkau bei Groß Merzdorf, Landkreis Schweidnitz, Provinz Schlesien; † 26. August 1962 in Bad Gandersheim) war ein deutscher Rittergutsbesitzer und Verwaltungsbeamter.

## Leben
Gotthilf von Salisch war Sohn des Rittergutsbesitzers und Rittmeisters a. D. Arthur von Salisch und der Elisabeth geb. von Schlegell. Nach dem Besuch der Gymnasien Oels und Frankfurt (Oder) studierte er an der Rheinischen Friedrich-Wilhelms-Universität Bonn Rechtswissenschaften. 1897 wurde er Mitglied des Corps Borussia Bonn. Nach dem Studium wurde er Besitzer des Rittergutes Kratzkau und Fideikommissbesitzer auf Jeschütz. Als Kreisdeputierter wurde er 1919 Landrat des Landkreises Schweidnitz in Schlesien. Im Oktober 1931 wurde er in den einstweiligen Ruhestand versetzt. Von Salisch war Leutnant der Reserve im Garde-Kürassier-Regiment. Er war verheiratet mit Dorothea von Neumann-Cosel (* 31. Januar 1884 in Berlin). Sie hatten zwei Töchter und zwei Söhne. Nach dem Zweiten Weltkrieg lebte er in Bad Gandersheim.